# ستراژنیتسه (ناحیه هودونین)
ستراژنیتسه (به چکی: Strážnice) یک منطقهٔ مسکونی و شهرستان دارای شهرک سابقاً روستا در جمهوری چک است که در ناحیه هودونین واقع شده‌است. ستراژنیتسه ۵٬۷۳۳ نفر جمعیت دارد.